# 考工记
《考工记》是中国现存最早的关于手工业技术的国家规范，成书于春秋末、战国初。根据郭沫若考证，《考工记》作者是齐国人，因为书中用的是齐国度量衡、齐国地名和齐国方言。

## 版本
- 《考工记》最早收录入《周礼》作为〈冬官〉篇，原不属《周礼》。在汉代《周礼》原来的《冬官》篇遗失不存，把《考工记》补入作为《冬官》篇。
- 东汉经学家郑玄注解《周礼》，最早注解《考工记》。
- 收入清《四库全书》、清《十三经注疏》。

## 内容

### 国有六职
- 国家有六种职业：王公、士大夫、百工、商人、农夫、女工。
- 攻木之工七：轮、舆、弓、庐、匠、车、梓。
- 攻金之工六：筑、冶、凫、栗、段、桃
- 攻皮之工五：函、鲍、韗、韦、裘
- 设色之工五：画、缋、锺、筐、荒
- 刮摩之工五：玉、栉、雕、矢、磬
- 搏埴之工二：陶、瓬

### 攻木之工
- 轮人为轮
- 轮人为盖
- 舆人为车
- 弓人为弓
- 庐人为庐器
- 匠人建国
- 匠人营国
- 匠人为沟洫
- 车人之事
- 车人为耒
- 车人为车
- 辀人为辀
- 梓人为筍虡
- 梓人为饮器
- 梓人为侯

### 材料之工
- 筑氏为削
- 冶氏为杀矢
- 凫氏为鐘
- 栗氏为量
- 桃氏为剑

### 攻皮之工
- 函人为甲
- 鲍人之事
- 韗人为皋陶

### 设色之工
- 画缋之事
- 钟氏染羽
- 荒氏湅丝

### 刮摩之工
- 玉人之事
- 磬氏为磬
- 矢人为矢

### 摶埴之工
- 陶人为甗
- 瓬人为簋
- 凡人為柊